# Sabine Schaschl
Sabine Schaschl (* 1967 in Klagenfurt) ist eine österreichisch-  schweizerische Kunsthistorikerin und Kuratorin. Seit 2013 leitet sie das Museum Haus Konstruktiv in Zürich. Ihr kuratorischer und wissenschaftlicher Schwerpunkt liegt bei der klassischen Moderne und zeitgenössischen Kunst. Sabine Schaschl lebt in Zürich.

## Werdegang
Sabine Schaschl studierte von 1988 bis 1996 Kunstgeschichte an der Universität Wien. Von 1995 bis 1996 war sie als wissenschaftliche Assistentin bei der „6. Triennale Kleinplastik. Europa - Ostasien“ tätig, von 1996 bis 1997 in gleicher Funktion im Museum Moderner Kunst Stiftung Ludwig Wien. 1997 war sie österreichische Kuratorin der 2. Biennale in Cetinje/Montenegro und von 2000 bis 2003 freie Kuratorin (Living and working in Vienna/Kunsthalle Wien; Urban Diaries: Young Swiss Art).
Von 1999 bis 2001 leitete Sabine Schaschl die Shed im Eisenwerk, Frauenfeld, von 2001 bis 2013 das Kunsthaus Baselland in Muttenz, seit 2013 ist sie Direktorin und leitende Kuratorin am Museum Haus Konstruktiv in Zürich.
Sie befasst sich in ihren Ausstellungen mit gesellschaftsrelevanten Themen (Dada anders, Über die Metapher des Wachstums, Cooling Out: On the Paradox of Feminism). In Einzelausstellungen stellt sie international bekannte Künstler wie u. a. William Kentridge, Etel Adnan, Cerith Wyn Evans, Marlow Moss, Tomás Saraceno, Alicja Kwade, Carlos Bunga, Omer Fast, Javier Téllez, Laurent Grasso und Gal Weinstein vor.
Schaschl gehört zahlreichen Jurys und Kommissionen in der Schweiz und im Ausland an. Sie ist Mitglied des Stiftungsrats bei der Cristina Spoerri Stiftung in Reinach/Basel und von 2014 bis 2023 war sie Mitglied der Kunstkommission Stadt Zürich Kultur – Bildende Kunst. Sie ist Autorin und Herausgeberin wissenschaftlicher Publikationen zur zeitgenössischen Kunst.
Für ihre kuratorische Arbeit erhielt sie mehrere Auszeichnungen, u. a. 2013 den Award Landis & Gyr, London, 2010 den Chevalier de l’ordre des Arts et des Lettres, Republik Frankreich, 2009 den Eidgenössischen Preis für Kunsträume, Bundesamt für Kultur, Bern, 2007 den Swiss Art Award: Eidgenössischer Preis für Kunst- und Kunstvermittlung, Bundesamt für Kultur, Bern, und 2008 die Schweizer Ehrenperle Kultur, arttv.ch.

## Kuratierte Ausstellungen (Auswahl)

### Museum Haus Konstruktiv
- 2023: Chiharu Shiota – Eye to Eye; Salvatore Emblema – Sub-limine
- 2023: Leon Polk Smith – Going Beyond Space; Athene Galiciadis – Orientation
- 2022: Kapwani Kiwanga – Worldmaking (Zurich Art Prize 2022); Yves Netzhammer – Zwei kühle Zwergelefanten fressen Einfühlungsüberschuss mit Pfirsicharoma
- 2022: Jose Dávila – Memory of a Telluric Movement; Neues aus der Sammlung; Elisabeth Wild
- 2022: Geometrische Opulenz (Gruppenschau mit Werken von John Armleder, Claudia Comte, Sylvie Fleury, Franziska Furter, Peter Halley, Mary Heilmann, Timo Nasseri, Nathalie Du Pasquier und Elza Sile)
- 2021: Sonia Kacem – Le Superflu (Zurich Art Prize 2021); Works on Paper – Papierarbeiten aus der Sammlung; Florin Granwehr – «Ordnung ist der Saum des Chaos»
- 2021: Dóra Maurer – Minimal Movements, Shifts, 1970–2020; Zimoun – 295 prepared dc-motors, 39 kg wood, 825 cardboard boxes 35 x 32.5 x 32.5 cm
- 2021: RESET – Museum. Sammlung. Zukunft. (Werke aus der Sammlung)
- 2020: Otto Piene – Die Sonne kommt näher; Brigitte Kowanz – Lost under the Surface
- 2020: Amalia Pica – Round table (and other forms)
- 2020: Léon Wuidar – Eine Retrospektive
- 2019: Konkrete Gegenwart – Jetzt ist immer auch ein bisschen gestern und morgen (Gruppenschau u. a. mit Arbeiten von Otto Berchem und Amalia Pica, Vanessa Billy, Stefan Burger, Jose Dávila, Svenja Deininger, Lara Favaretto, Fernanda Gomes, Diango Hernández, Herbert Hinteregger, Wyatt Kahn, Timo Nasseri, Michael Riedel, Walid Raad, David Renggli, Esther Stocker, Katja Strunz, Superflex, Sofie Thorsen); Olivier Mosset – TUTU; Kirstine Roepstorff – EX CAVE; Zurich Art Prize – Leonor Antunes; 100 Jahre Bauhaus – Roman Clemens aus der Sammlung
- 2018: Alicja Kwade LinienLand; Imi Knoebel – Guten Morgen, weisses Kätzchen; Robin Rhode – a plan of the soul; Museum der Wünsche – Zürcher Konkrete aus Schweizer Sammlungen
- 2017: Tomás Saraceno Aerosolar Journeys; Jürg Stäuble Mehr sein als System; Cerith Wyn Evans; Marlow Moss A Forgotten Maverick
- 2016: Zurich Art Prize: Nairy Baghramian; Um die Ecke denken. Die Sammlung Museum Haus Konstruktiv (1986–2016) und Gastinterventionen; Dada anders: Sophie Taeuber-Arp, Hannah Höch, Elsa von Freytag-Loringhoven; Ulla von Brandenburg Manchmal Ja, manchmal Nein
- 2015: Etel Adnan – La joie de vivre; Zurich Art Prize: Latifa Echakhch; William Kentridge – The Nose; Carlos Bunga – I am a Nomad; Vera Molnár – (Un)Ordnung. (Dés)Ordre
- 2014: Zurich Art Prize: Haroon Mirza; Logical Emotion: Contemporary Art from Japan; Tobias Putrih – Solar Limb
- 2013: Zurich Art Prize: Adrián Villar Rojas
- 2013: Hans Jörg Glattfelder – Was der Fall ist
- 2023: Marguerite Hersberger: Dem Raum Raum geben,[1] kuratiert von Sabine Schaschl und Evelyne Bucher

### Kunsthaus Baselland
- 2013: Laurent Grasso Disasters and Miracles; Christopher Orr Light Shining Darkly; Lydia Gifford Siding
- 2011: Gal Weinstein Demonstrating presence; On the Metaphor of Growth (mit Peter Buggenhout, Sylvie Fleury, Marc Boulos, Tue Greenfort, Michel Blazy, San Keller, Julika Rudelius); Vanessa Billy  We dissolve
- 2010: Gemeinschaftsausstellung: Sun Xun, Yang Fudong, Mireille Gros; Gemeinschaftsausstellung: Lorna Macintyre, Laurent Montaron, Pascale Grau; Laurent Montaron pace
- 2009: Golden Agers & Silver Surfers: On Age and Aging in Contemporary Art (mit Miwa Yanagi, Bruno Jakob, Gitte Villesen, Julika Rudelius, Keren Cytter, Manuel Graf); Omar Fast; Basim Magdy; Javier Téllez
- 2006: Midnight Walkers (mit Sâadane Afif, Delphine Coindet, Annelise Coste, Sylvie Fanchon, Sylvie Fleury, Amy Granat, Mathieu Mercier, Olivier Mosset, Markus Müller, Florence Paradeis, Frédéric Post, Didier Rittener, Alain Séchas)
- 2005: Space Invaders – a discussion about painting, space and its hybrids (mit John Armleder, Gerwald Rockenschaub, Shaun Gladwell, Lori Hersberger, Stéphane Calais, Toby Paterson)

## Herausgeberschaften (Auswahl)
- Leon Polk Smith. Going Beyond Space, Text(e) von John Koegel, David M. Roche, Sabine Schaschl, Patterson Sims, Brandon Taylor, Hatje Cantz, ISBN 978-3-7757-5471-2
- Zusammen / Together 2022 – Ausgewählte Gespräche und Texte 2015-2022, Sabine Schaschl (Hrsg.), Hatje Cantz, ISBN 978-3-7757-5336-4
- Olivier Mosset, Sabine Schaschl (Hrsg.), Snoeck-Verlag, Köln ISBN 978-3-86442-295-9
- Alicja Kwade. LinienLand, Sabine Schaschl (Hrsg.), Verlag für moderne Kunst, Wien
- Konkrete Gegenwart, Sabine Schaschl (Hrsg.), Verlag für moderne Kunst, Wien
- Imi Knoebel. Guten Morgen weisses Kätzchen, Sabine Schaschl (Hrsg.), Hatje Cantz, Berlin 2018 ISBN 978-3-7757-4486-7.
- Tomás Saraceno – Aerosolar Journeys, Museum Haus Konstruktiv / Wilhelm-Hack-Museum (Hrsg.), Walther König, Köln 2017
- Jürg Stäuble. Mehr sein als System, Sabine Schaschl (Hrsg.), Hatje Cantz, Berlin 2017 ISBN 978-3-7757-4299-3.
- Marlow Moss. A Forgotten Maverick, Sabine Schaschl (Hrsg.), Hatje Cantz, Berlin 2016 ISBN 978-3-7757-4300-6.
- Christian Herdeg. Lyrical Minimalism, Wienand, Köln 2016 ISBN 978-3-86832-365-8.
- Bernd Ribbeck – Strahlkraft und Ekstase, mit René Zechlin, Distanz Verlag, Berlin 2015 ISBN 978-3-95476-166-1.
- Um die Ecke denken Sammlung Haus Konstruktiv (1986–2016) und Gastinterventionen, Hatje Cantz, Berlin, 2015 ISBN 978-3-7757-4225-2
- Etel Adnan – La joie de vivre, Verlag Walther König, 2015 Köln.
- William Kentridge – The Nose, Walther König, Köln 2015 ISBN 978-3-86335-771-9.
- Logical Emotion – Contemporary Art from Japan, Snoeck, Köln 2014 ISBN 978-3-86442-107-5.
- Florian Dombois – Angeschlagene Moderne, The Green Box, Berlin 2014 ISBN 978-3-941644-68-7
- Vera Molnar – (Un)Ordnung. (Dés)Ordre, Kerber, Bielefeld 2014 ISBN 978-3-86678-969-2.
- Hans Jörg Glattfelder – Was der Fall ist, Wienand, Köln, 2013 ISBN 978-3-86832-181-4.
- Adrián Villar Rojas – Films Before Revolution, The Green Box, Berlin 2013 ISBN 978-3-941644-63-2.

## Schriften
- mit Peter Zimmermann: Skandal: Kunst, Springer Verlag, Heidelberg, Wien, New York, 2000[2]